# Arenaria filicaulis
Arenaria filicaulis là loài thực vật có hoa thuộc họ Cẩm chướng. Loài này được Fenzl ex Griseb. mô tả khoa học đầu tiên năm 1843.